# Troupe de l'Amiral
La troupe de l'Amiral (qui devient après 1603 la troupe du prince Henry, puis après 1612 la troupe de l'électeur palatin ou la troupe de Palsgrave) était une troupe d'acteurs de la période élisabéthaine et de celle des Stuart. Elle est généralement considérée comme la seconde plus importante troupe du théâtre élisabéthain, après celle du Lord Chamberlain, qui devient par la suite la troupe du roi, et pour laquelle Shakespeare a écrit et a joué.

## Débuts
Cette compagnie est tout d'abord connue sous le nom de troupe de Lord Howard, du nom de son patron Charles Howard (1er comte de Nottingham), plus tard comte de Nottingham. Elle se produit devant la cour dès 1574. En décembre 1576, elle y joue une pièce intitulée Tooley, une fois suivante le 17 février 1577 avec The Solitary Knight, puis lors de la saison de Noël de l'année suivante, le 5 janvier 1578. Elle fait de nombreuses tournées entre Bath et Nottingham dans les années 1577-79, pour ne revenir à la cour que 8 ans plus tard en 1585.
Un patron puissant comme Howard pouvait influer considérablement sur le sort d'une troupe. Bien qu'il y ait peu de preuves montrant qu'il s'impliquait véritablement dans l'activité théâtrale, Howard était presque le seul, contre l'avis des plus proches conseillers d'Élisabeth Ire, à s'opposer à la campagne de 1584 du lord-maire de Londres pour fermer les théâtres publics. Les théâtres restèrent ouverts.
Quand Howard devient Grand Amiral d'Angleterre en 1585, le nom du groupe est modifié pour refléter le nouveau titre. Les acteurs jouent régulièrement en province et à la cour dans la période 1585–87 ; mais un fatal accident lors de l'une de leurs représentations les oblige à cesser de jouer un moment. En effet, lors d'un spectacle à Londres le 16 novembre 1587, le tir d'un canon sur scène se passe mal, tuant un enfant et une femme enceinte. Leurs activités reprennent par deux spectacles à la cour pendant l'hiver 1588–9, les 29 décembre et 11 février.
Après 1583, mais avant 1590, Edward Alleyn, le célèbre acteur, son frère John et James Tunstall (ou Dunstan) rejoignent la compagnie.
En dépit du pouvoir de leur patron, la troupe de l'Amiral n'est pas exempte d'interférences d'officiels. En novembre 1589, le lord-maire de Londres empêche les troupes de l'Amiral et de Lord Strange de jouer. Il semble que Edmund Tilney, le Master of the Revels de l'époque, déteste leur choix de pièces. Durant cette période difficile, la troupe de l'Amiral s'installe de novembre 1590 à mai 1591 dans The Theatre, la salle appartenant à James Burbage, où ils jouent Dead Man's Fortune avec le jeune Richard Burbage, et dans le théâtre voisin, le Curtain Theatre, appartenant à Henry Lanneman, en signant avec tous les deux un accord qui a duré apparemment jusqu'en 1592.
Si la troupe connaît alors des difficultés dans la Cité, elle reste la bienvenue à la Cour, où les acteurs jouent les 28 décembre 1589 et 30 mars 1590, bien qu'elle se soit trouvée mêlée un moment en 1589 avec l'affaire Marprelate. Ils sont également appréciés dans les villes de province et les comtés, où ils prolongent leurs tournées en 1589–90. C'est peut-être alors le sommet de leur réussite, quand Alleyn fait sensation dans le rôle des héros de Christopher Marlowe. Tamerlan le Grand est imprimé en 1590 avec leurs deux noms sur la page de titre. Au début des années 1590, leur répertoire contient aussi quelques pièces de Robert Greene et The Wounds of Civil War de Thomas Lodge.

## Les années Henslowe
C'est vers la fin des années 1580 que la compagnie établit sa longue relation avec Philip Henslowe, propriétaire de théâtres, producteur et imprésario. The Rose, le théâtre de Henslowe, devient celui de la troupe pour un certain nombre d'années, et Henslowe joue un rôle crucial à la fois comme directeur et comme financier. Le 22 octobre 1592, Alleyn se marie avec la belle-fille de Henslowe. La troupe subit une longue interruption de 1592 à 1594, période pendant laquelle les théâtres publics ferment à cause d'une épidémie sévère de peste bubonique. Pour subsister, elle est contrainte de vendre à des libraires ou à des compagnies rivales, principalement à celle de Lord Strange, La Mégère apprivoisée, Titus Andronicus, Henry VI (troisième partie), et peut-être le premier Hamlet. Dans cet intervalle, l'histoire de la troupe de l'Amiral est obscure, puis elle connaît une autre période faste à partir de 1594.
La compagnie se reconstitue et reprend ses spectacles le 14 mai 1594 avec Le Juif de Malte de Marlowe et deux pièces anonymes, aujourd'hui perdues, The Ranger's Comedy et Cutlack. Edward Alleyn est le chef de cette troupe, qui comprend aussi George Attewell, Thomas Downton et James Tunstall, qui appartenaient déjà la troupe d'avant 1592, et Richard Jones, qui avait joué avec Alleyn et Tunstall dans la troupe de Worcester dans les années 1580. Jones et Downton rejoindront la troupe de Pembroke au début de 1597, juste pour se faire prendre dans le désastreux spectacle The Isle of Dogs, qui provoquera la colère du Conseil privé et la fermeture de tous les théâtres de juillet à octobre 1597. Ils réintégreront la troupe de l'Amiral à la fin de cette année-là. Attewell est un clown dansant la gigue. Quand Richard Tarlton meurt en 1588, Attewell reprend ce rôle, qui consiste à danser une gigue à la fin de chaque représentation. John Singer, un autre clown de cette même troupe rejoint aussi la troupe de l'Amiral en 1594. Parmi les autres membres de la troupe, on trouve aussi Edward Juby, Martin Slater et Thomas Towne. Le répertoire de la troupe comprend des pièces de George Chapman, William Haughton et Anthony Munday, parmi de nombreux autres dramaturges.
Grâce à la conservation du journal de Henslowe, qui est en réalité son livre de comptes, on connaît bien plus de détails sur la troupe de l'Amiral que ce qui est connu de toutes les autres troupes contemporaines. Parmi d'autres choses, ce journal illustre l'énorme charge de travail réclamée aux acteurs. Pendant la saison 1594–95, la troupe joue généralement six jours par semaine et monte un total de 38 pièces, dont 21 sont des nouveautés, introduites à la moyenne d'une toutes les deux semaines, et seulement huit d'entre elles sont rejouées les saisons suivantes. Pendant la saison 1595–96, 37 pièces, dont 19 nouvelles sont jouées. L'année suivante, 1596–97, verra 34 pièces, dont 14 nouvelles. La compagnie joue régulièrement les œuvres de Marlowe. La première partie de Tamerlan le Grand est jouée 14 fois pendant la saison 1594–95, suivie par Le docteur Faust (12 représentations), Le Massacre à Paris (10), Le Juif de Malte (9), et la seconde partie de Tamerlan (6). L'ouvrage le plus populaire sur l'ensemble des années 1594–97 est la pièce anonyme The Wise Man of Westchester, qui n'a pas survécu, bien qu'elle ait été jouée jouée 32 fois pendant ces trois années, du 3 décembre 1594 au 18 juillet 1597. Des spécialistes ont suggéré que c'était un autre titre de la pièce d'Anthony Munday, John a Kent and John a Cumber, mais aucune preuve sérieuse n'a été apportée pour soutenir cette hypothèse.
Henslowe a des intérêts dans d'autres théâtres comme le théâtre de la Fortune construit en 1600. La troupe emménage dans cette nouvelle salle, et quand le bail de la location du Rose arrive à échéance, ce théâtre est abandonné. La compagnie prospère, au moins modérément, dans sa nouvelle salle : en 1600, une des dix parts de la troupe de l'Amiral vaut 50 £, alors qu'en 1613 une part sur un total de douze est évaluée à 70 £.
Pendant l'hiver 1603–4, après l'accession de la Maison Stuart au trône d'Angleterre, la troupe de l'Amiral acquiert un nouveau patron, le prince Henry (1594–1612), futur prince de Galles de 1610 à 1612. Edward Alleyn se retire de la scène en 1604, tout en restant lié à la troupe en tant que propriétaire du théâtre de la Fortune. Durant cette période, le noyau d'acteurs comprend William Bird, Thomas Towne, Samuel Rowley, Charles Massey, Humphrey et Anthony Jeffes, Edward Juby, et Thomas Downton qui faisait partie de la distribution de The Isle of Dogs. Edward Juby est l'agent receveur de la troupe pour les représentations à la Cour, ce qui signifie qu'il a d'importantes responsabilités financières.
La troupe est devenue celle du prince Henry jusqu'à la mort prématurée de ce dernier le 6 novembre 1612. Elle passe ensuite sous le patronage de son nouveau beau-frère, Frédéric V du Palatinat. Leur nouveau brevet, datant du 11 janvier 1613, liste six des acteurs de la précédente décennie : Juby, Bird, Rowley, Massey, Downton, et Humphrey Jeffes, plus six nouveaux actionnaires, parmi lesquels John Shank, qui sera plus tard et pour longtemps un membre de la troupe du roi, et Richard Gunnell, qui deviendra un directeur de théâtre et un imprésario, quand il fera bâtir le Salisbury Court Theatre avec William Blagrave en 1629.

## Déclin
La compagnie subit un terrible coup quand leur théâtre de la Fortune brûle de fond en comble le 9 décembre 1621, détruisant leur fonds de pièces manuscrites et de costumes. Le propriétaire, Edward Alleyn, le fait reconstruire en briques en 1623, pour un coût de 1 000 £. Les acteurs y retournent, mais la réadaptation est difficile. Ils s'obstinent pendant des années, mais ils souffrent d'un déclin persistant de leur réputation. La compagnie finit par se dissoudre en 1631. Après une réorganisation, une autre troupe avec à peu près le même personnel reçoit l'agrément royal sous le nom de troupe du prince Charles, du nom du futur Charles II, devenant la deuxième version de la troupe du prince Charles au Salisbury Court Theatre. En décembre 1631, le théâtre de la Fortune, libéré par la troupe de l'Amiral, accueille la troupe des divertissements du roi pour les quelques années suivantes (de 1631 à 33).

## Répertoire
La troupe de l'Amiral possède un vaste répertoire de pièces acquis au cours de sa longue carrière. Le journal de Henslowe en liste des douzaines simplement entre 1597 et 1603, période couverte par le journal. Malheureusement, la plupart de ces pièces sont perdues. Elles n'existent encore que sous forme de titres. La liste suivante est une sélection de pièces survivantes notables :
- The Blind Beggar of Alexandria, George Chapman, 1596
- An Humorous Day's Mirth, George Chapman, 1597
- The Downfall and The Death of Robert Earl of Huntington, Anthony Munday, Munday and Henry Chettle, 1598
- Englishmen for My Money, William Haughton, 1598
- The Shoemaker's Holiday, Thomas Dekker, 1599
- Sir John Oldcastle, Munday, Robert Wilson, Richard Hathway et Michael Drayton, 1599
- The Honest Whore, partie 1, Dekker et Thomas Middleton, 1604
- When You See Me You Know Me, Samuel Rowley, 1605
- The Whore of Babylon, Dekker, 1607
- The Roaring Girl, Dekker et Middleton, 1611

Voir aussi : Sir Thomas More